# Hopea similis
Hopea similis är en tvåhjärtbladig växtart som beskrevs av Van Slooten. Hopea similis ingår i släktet Hopea och familjen Dipterocarpaceae. Inga underarter finns listade i Catalogue of Life.